# Kimimaro Kaguya
Kimimaro er en fiktiv person fra Manga og Anime-serien "Naruto".
Han var det femte medlem af Sound Five, men blev ramt af en ukendt sygdom. så gruppen blev lavet om til Sound Four. De oprindelige fire blev tvunget til at acceptere ham som deres leder mod deres vilje. Kimimaro's evner oversteg dem alle til sammen.
Kimimaro var den eneste overlevende fra Kaguya klanen, der var en flok kamp glade barbarer. han er den eneste der har evnen til kekkei genkai, Shikotsumyaku, Kimimaro far, frygtede sin søns evner så meget at han låste ham inde i et bur det meste af sit liv, for kun at slippe ham ud når det blev nødvendig. Men Kaguya klanen blev udslettet, da de angreb Kirigakure, tilsyneladende uden en anden grund end ønsket om at dræbe. De undervurderede deres modstanders forsvar, og blev nedslagtet, med Kimimaro som den eneste overlevende.
Med ingen steder at gå hen blev Kimimaro fundet af Orochimaru, og blev ansat som en af hans mest loyale ninjaer. selvom Kimimaro tilhørte en klan, som elskede at dræbe, myrede var den mest magtfulde i denne klan Kimimaro. Selvom han ikke rigtig var voldelig, fordi han aldrig rigtig kendte til omverdenen. Så den eneste grund til at han kæmpede var fordi hans klan havde brug for ham til at gøre det. Men da han mødte Orochimaru, ændrede han sig til kun at tjene ham. Kimimaro blev udvalgt til at være en af Orochimaru's næste kroppe, primært på grund af den sjældne Kekkei Genkai han beherskede. Men Kimimaro blev desværre ramt af en ukendt sygdom, og dermed var han ikke længere en hensigtsmæssigt krop for Orochimaru. 
Kimimaro dør senere hen i kamp mod Gaara. Men svigter stadig ikke sin hersker Orochimaru. Selvom Orochimaru for længst har svigtet ham.